# دون وينديل هولتر
دون وينديل هولتر (بالإنجليزية: Don Wendell Holter)‏ هو قسيس أمريكي، ولد في 24 مارس 1905، وتوفي في 12 سبتمبر 1999.